# Lista de episódios de 3%

Logomarca da série

Essa lista contém todos os episódios de 3%, uma série de televisão de ficção científica brasileira desenvolvida por Pedro Aguilera para a Netflix, sendo a primeira produção da rede de streming no Brasil. A série contém eu seu elenco principal, João Miguel, Bianca Comparato, Vaneza Oliveira, Rodolfo Valente, Rafael Lozano, Michel Gomes, Viviane Porto, Laila Garin, Bruno Fagundes e entre outros.
A série foi oficializada no segundo semestre de 2015, com ordem de 8 episódios para a primeira temporada, que estreou em 25 de novembro de 2016. A segunda temporada foi lançada em 27 de abril de 2018. Em 4 de junho de 2018, a série foi renovada para uma terceira temporada, que foi lançada em 7 de junho de 2019. Em 28 de agosto de 2019, a série foi renovada para uma quarta e última temporada. A quarta e última temporada foi lançada em 14 de agosto de 2020.

## Resumo
| Temporada | Temporada | Episódios | Episódios | Originalmente lançado  |
| --------- | --------- | --------- | --------- | ---------------------- |
|           | 1         | 8         | 8         | 25 de novembro de 2016 |
|           | 2         | 10        | 10        | 27 de abril de 2018    |
|           | 3         | 8         | 8         | 7 de junho de 2019     |
|           | 4         | 7         | 7         | 14 de agosto de 2020   |

## Episódios

### 1ª temporada (2016)
| N.º na série | N.º na temp. | Título                  | Dirigido por                      | Escrito por                                                   | Lançamento             |
| ------------ | ------------ | ----------------------- | --------------------------------- | ------------------------------------------------------------- | ---------------------- |
| 1            | 1            | "Capítulo 01: Cubos"    | César Charlone                    | Pedro Aguilera                                                | 25 de novembro de 2016 |
| 2            | 2            | "Capítulo 02: Moedas"   | Daina Giannecchini & Jotagá Crema | Cássio Koshikumo & Denis Nielsen                              | 25 de novembro de 2016 |
| 3            | 3            | "Capítulo 03: Corredor" | Dani Libardi                      | Ivan Nakamura & Denis Nielsen                                 | 25 de novembro de 2016 |
| 4            | 4            | "Capítulo 04: Portão"   | Jotagá Crema                      | Cássio Koshikumo, Ivan Nakamura & Jotagá Crema                | 25 de novembro de 2016 |
| 5            | 5            | "Capítulo 05: Água"     | César Charlone                    | Pedro Aguilera                                                | 25 de novembro de 2016 |
| 6            | 6            | "Capítulo 06: Vidro"    | Daina Giannecchini & Dani Libardi | Cássio Koshikumo, Denis Nielsen, Ivan Nakamura & Jotagá Crema | 25 de novembro de 2016 |
| 7            | 7            | "Capítulo 07: Cápsula"  | Daina Giannecchini                | Cássio Koshikumo                                              | 25 de novembro de 2016 |
| 8            | 8            | "Capítulo 08: Botão"    | César Charlone                    | Denis Nielsen & Pedro Aguilera                                | 25 de novembro de 2016 |

### 2ª temporada (2018)
| N.º na série | N.º na temp. | Título                    | Dirigido por       | Escrito por                                   | Lançamento          |
| ------------ | ------------ | ------------------------- | ------------------ | --------------------------------------------- | ------------------- |
| 9            | 1            | "Capítulo 01: Espelho"    | Philippe Barcinski | Denis Nielsen & Pedro Aguilera                | 27 de abril de 2018 |
| 10           | 2            | "Capítulo 02: Torradeira" | Daina Giannecchini | Ivan Nakamura                                 | 27 de abril de 2018 |
| 11           | 3            | "Capítulo 03: Estática"   | Daina Giannecchini | André Sirangelo                               | 27 de abril de 2018 |
| 12           | 4            | "Capítulo 04: Guardanapo" | Philippe Barcinski | André Sirangelo                               | 27 de abril de 2018 |
| 13           | 5            | "Capítulo 05: Lampião"    | Philippe Barcinski | Ivan Nakamura, Juliana Rojas & Pedro Aguilera | 27 de abril de 2018 |
| 14           | 6            | "Capítulo 06: Garrafas"   | Dani Libardi       | Guilherme Freitas                             | 27 de abril de 2018 |
| 15           | 7            | "Capítulo 07: Névoa"      | Jotagá Crema       | Teodoro Poppovic                              | 27 de abril de 2018 |
| 16           | 8            | "Capítulo 08: Sapos"      | Dani Libardi       | Denis Nielsen                                 | 27 de abril de 2018 |
| 17           | 9            | "Capítulo 09: Colar"      | Jotagá Crema       | Juliana Rojas                                 | 27 de abril de 2018 |
| 18           | 10           | "Capítulo 10: Sangue"     | Philippe Barcinski | Guilherme Freitas                             | 27 de abril de 2018 |

### 3ª temporada (2019)
| N.º na série | N.º na temp. | Título                  | Dirigido por       | Escrito por                          | Lançamento         |
| ------------ | ------------ | ----------------------- | ------------------ | ------------------------------------ | ------------------ |
| 19           | 1            | "Capítulo 01: Areia"    | Daina Giannecchini | Denis Nielsen & Pedro Aguilera       | 7 de junho de 2019 |
| 20           | 2            | "Capítulo 02: Lâmina"   | Dani Libardi       | Carol Rodrigues                      | 7 de junho de 2019 |
| 21           | 3            | "Capítulo 03: Remédio"  | Daina Giannecchini | Ivan Nakamura                        | 7 de junho de 2019 |
| 22           | 4            | "Capítulo 04: Pato"     | Dani Libardi       | Andréa Midori Simão                  | 7 de junho de 2019 |
| 23           | 5            | "Capítulo 05: Alavanca" | Dani Libardi       | Denis Nielsen                        | 7 de junho de 2019 |
| 24           | 6            | "Capítulo 06: Alçapão"  | Jotagá Crema       | Ivan Nakamura                        | 7 de junho de 2019 |
| 25           | 7            | "Capítulo 07: Jardrone" | Jotagá Crema       | Ricardo Gonçalves                    | 7 de junho de 2019 |
| 26           | 8            | "Capítulo 08: Onda"     | Jotagá Crema       | Andréa Midori Simão & Pedro Aguilera | 7 de junho de 2019 |

### 4ª temporada (2020)
| N.º na série | N.º na temp. | Título                   | Dirigido por       | Escrito por                                   | Lançamento           |
| ------------ | ------------ | ------------------------ | ------------------ | --------------------------------------------- | -------------------- |
| 27           | 1            | "Capítulo 01: Lua"       | Daian Giannecchini | Teodoro Poppovic                              | 14 de agosto de 2020 |
| 28           | 2            | "Capítulo 02: Choque"    | Daina Giannecchini | Natalia Maeda                                 | 14 de agosto de 2020 |
| 29           | 3            | "Capítulo 03: Fogo"      | Jotagá Crema       | Carol Rodrigues & Ivan Nakamura               | 14 de agosto de 2020 |
| 30           | 4            | "Capítulo 04: Submarino" | Jotagá Crema       | Denis Nielsen                                 | 14 de agosto de 2020 |
| 31           | 5            | "Capítulo 05: Pintura"   | Dani Libardi       | Denis Nielsen, Natalia Maeda & Pedro Aguilera | 14 de agosto de 2020 |
| 32           | 6            | "Capítulo 06: Botões"    | Daina Giannecchini | Carol Rodriguez                               | 14 de agosto de 2020 |
| 33           | 7            | "Capítulo 07: Sol"       | Dani Libardi       | Ivan Nakamura, Denis Nielsen & Pedro Aguilera | 14 de agosto de 2020 |